# Bataille de l'île de Nanri
Batailles
- Récolte d'automne
- Baise
- Commune de Canton
- Nanchang

- Jiangxi (en)
- Hubei-Henan-Anhui (en)
- Honghu (en)
- Hubei-Henan-Shaanxi (en)
- Shaanxi-Gansu (en)

- Jiangxi (en)
- Hubei-Henan-Anhui (en)
- Honghu (en)
- Hubei-Henan-Shaanxi (en)
- Shaanxi-Gansu (en)

- Jiangxi (en)
- Hubei-Henan-Anhui (en)
- Honghu (en)
- Soulèvement de Ningdu (en)
- Hubei-Henan-Shaanxi (en)
- Shaanxi-Gansu (en)

- Jiangxi (en)
- Hubei-Henan-Anhui (en)
- Hunan-ouest Hubei (en)

- Jiangxi (en)
- Hubei-Henan-Anhui (en)

- Wannan
- Campagne d'ouverture
- Yetaishan
- Jiangsu Sud
- Baoying
- Yongjiazhen
- Tianmen
- Linyi
- Wuhe
- Yinji
- Huaiyin-Huai'an (en)
- Xinghua (en)
- Dazhongji (en)
- Lingbi (en)
- Zhucheng (en)
- Lishi (en)
- Pingdu (en)
- Taixing (en)
- Shangdang (en)
- Wuli (en)
- Xiangshuikou (en)
- Rugao (en)
- Weiguangnuan (en)
- Shicun (en)
- Opération Beleaguer (en)
- Houmajia (en)
- Handan (en)
- Pacification du Nord-Est (en)
- Shaobo (en)
- Gaoyou (en)
- Tangguo (en)
- Houma (en)
- Siping (1re) (en)
- Siping (2e) (en)
- Plaine du Nord (en)
- Voie ferrée Tongpu Sud (en)
- Datong–Jining (en)
- Longhai (en)
- Dapu (en)
- Ruhuang (en)
- Dingtao (en)
- Linfu (en)
- Zhengtai (en)
- Datong-Puzhou (en)
- Huaiyin–Huai'an (en)
- Yan'an (en)
- Kalgan (en)
- Lüliang (en)
- Linjiang (en)
- Guanzhong (en)
- Beitashan (en)
- Baoding Sud (en)
- Niangziguan (en)
- Tang'erli (en)
- Menglianggu (en)
- Été 1947, Nord-Est (en)
- Heshui (en)
- Siping (3e) (en)
- Baoding Nord (en)
- Nanlin (en)
- Crête du Méridien (en)
- Rivière Daqing Nord (en)
- Automne 1947, Nord-Est (en)
- Mont Funiu (en)
- Hiver 1947, Nord-Est (en)
  - Gongzhutun (en)
- Pic du phénix (en)
- Tai'an Ouest (en)
- Jingzhong (en)
- Linfen (en)
- Zhouzhang (en)
- Hebei-Rehe-Chahar (en)
- Yanzhou (en)
- Shangcai (en)
- Liaoshen (en)
  - Changchun
  - Jinzhou (en)
  - Tashan (en)
- Jinan (en)
- Taiyuan (en)
- Huaihai (en)
  - Shuangduiji (en)
- Jiulianshan (en)
- Pingjin (en)
  - Tianjin (en)

- Chine Nord (en)
- Chine Sud-centre (en)
- Chine Est (en)
- Dabieshan (en)
- Chine Nord-Ouest (en)
- Wupin (en)
- Chine Sud-Ouest (en)
- Longquan (en)
- Canton Nord (en)
- Guizhou Nord-Est (en)
- Hunan-Hubei-Sichuan (en)
- Hunan Ouest (en)
- Shiwandashan (en)
- Liuwandashan (en)
- Guangxi Ouest (en)

- Shanghai (en)
- Lanzhou (en)
- Ningxia (en)
- Nanchuan (en)
- Guangxi (en)
  - Bobai (en)
- Chengdu (en)
- Bamianshan (en)
- Tianquan (en)
- Yiwu (en)
- Insurrection islamique du Kuomintang (en)
- Frontière sino-birmane (en)

- Quemoy (en)
- Denbu (en)
- Nan'ao (en)
- Île de Hainan (en)
- Dongshan (1re) (en)
- Wanshan (en)
- Bataille de l'île de Nanpeng (en)
- Nanri
- Nanpeng (en)
- Dalushan (en)
- Dongshan (2e)
- Yijiangshan
- Tachen
- Dong-Yin

La bataille de l'île de Nanri (en chinois : 南日岛战役) est un affrontement entre l'Armée de la république de Chine (Taïwan) et l'Armée populaire de libération, pour le contrôle de l'île de Nanri, située près de la Chine continentale. Se déroulant du 11 au 15 avril 1952, elle aboutit à une victoire nationaliste avec la destruction complète des forces de l'APL. Cependant les forces nationalistes ont plus tard abandonné cette île pour se retirer à Taïwan. De nombreux communistes ont été faits prisonniers de guerre par les nationalistes.